# Japan i olympiska sommarspelen 1992
Japan deltog i de olympiska sommarspelen 1992 med en trupp bestående av 256 deltagare, och totalt blev det 22 medaljer.

## Baseboll
Rankningsrunda
| Nation                  | Segrar | Förluster | Tiebreaker |
| ----------------------- | ------ | --------- | ---------- |
| Kuba                    | 7      | 0         |            |
| Japan                   | 5      | 2         |            |
| Kinesiska Taipei        | 5      | 2         | 1-0        |
| USA                     | 5      | 2         | 0-1        |
| Puerto Rico             | 2      | 5         | 2-0        |
| Dominikanska republiken | 2      | 5         | 1-2        |
| Italien                 | 1      | 6         | 0-2        |
| Spanien                 | 1      | 6         |            |

Slutspel
|  | Semifinaler      | Semifinaler |    |  | Final            | Final |  |
|  |                  |             |    |  |                  |       |  |
|  | 4 augusti        |             |    |  |                  |       |  |
|  | Kinesiska Taipei | 5           |    |  |                  |       |  |
|  | Japan            | 2           |    |  |                  |       |  |
|  |                  |             |    |  |                  |       |  |
|  |                  |             |    |  | 5 augusti        |       |  |
|  |                  |             |    |  | Kinesiska Taipei | 1     |  |
|  |                  | Kuba        | 11 |  |                  |       |  |
|  |                  |             |    |  |                  |       |  |
|  |                  |             |    |  |                  |       |  |
|  |                  |             |    |  |                  |       |  |
|  | 4 augusti        |             |    |  |                  |       |  |
|  | USA              | 1           |    |  |                  |       |  |
|  | Kuba             | 6           |    |  |                  |       |  |

## Boxning
Lätt flugvikt
- Tadahiro Sasaki
  - Första omgången – Besegrade Domenic Figliomeni (CAN), 5:3
  - Andra omgången – Förlorade mot Valentin Barbu (ROM), 7:10

Lättvikt
- Shigeyuki Dobashi
  - Första omgången – Besegrade Delroy Leslie (JAM), 11:5
  - Andra omgången – Förlorade mot Julien Lorcy (FRA), RSC-2

Weltervikt
- Masashi Kawakami
  - Första omgången – Förlorade mot Adrian Dodson (GBR), RSC-3

Lätt mellanvikt
- Hiroshi Nagashima
  - Första omgången – Förlorade mot Fao Francis Maselino (ASA), RSCI-3 (00:54)

## Bågskytte
Women's Individual Competition:
- Keiko Nakagomi – Rankningsrunda, 47:e plats (0-0)
- Keiko Fujita – Rankningsrunda, 48:e plats (0-0)
- Yukiko Ikeda – Rankningsrunda, 49:e plats (0-0)

Men's Individual Competition:
- Hiroshi Yamamoto – Sextondelsfinal, 17:e plats (0-1)
- Naoto Oku – Rankningsrunda, 47:e plats (0-0)
- Kiyokazu Nishikawa – Rankningsrunda, 61:e plats (0-0)

Women's Team Competition:
- Nakagomi, Fujita och Ikeda – Åttondelsfinal, 14:e plats (0-1)

Men's Team Competition:
- Yamamoto, Oku och Nishikawa – Åttondelsfinal, 15:e plats (0-1)

## Cykling
Damernas linjelopp
- Yumiko Suzuki
  - Final – 2:29:22 (→ 50:e plats)

## Friidrott
Herrarnas 100 meter
- Tatsuo Sugimoto
  - Heat – 10,56 (→ gick inte vidare)

Herrarnas 10 000 meter
- Haruo Urata
  - Heat – 28:24,08
  - Final – 28:37,61 (→ 14:e plats)

- Sakae Osaki
  - Heat – 29:20,01 (→ gick inte vidare)

Herrarnas 4 x 400 meter stafett
- Masayoshi Kan, Susumu Takano, Yoshihiko Saito och Takahiro Watanabe
  - Heat – 3:01,35 (→ gick inte vidare)

Herrarnas maraton
- Koichi Morishita – 2:13,45 (→  Silver)
- Takeyuki Nakayama – 2:14,02 (→ 4:e plats)
- Hiromi Taniguchi – 2:14,42 (→ 8:e plats)

Herrarnas 50 kilometer gång
- Fumio Imamura – 4:07:45 (→ 18:e plats)
- Takehiro Sonohara – 4:13:22 (→ 22:e plats)
- Tadahiro Kosaka – 4:14:24 (→ 24:e plats)

Herrarnas 110 meter häck
- Toshihiko Iwasaki
  - Kvartsfinal – 13,88 (→ gick inte vidare)

Herrarnas 400 meter häck
- Kazuhiko Yamazaki
  - Heat – 50,30 (→ gick inte vidare)

- Yoshihiko Saito
  - Heat – 49,01 (→ gick inte vidare)

Herrarnas spjutkastning
- Masami Yoshida
  - Kval – 72,88 m  (→ gick inte vidare)

Herrarnas längdhopp
- Masaki Morinaga
  - Kval – 7,79 m (→ gick inte vidare)

Herrarnas tresteg
- Norifumi Yamashita
  - Kval – 15,97 m (→ gick inte vidare)

Damernas 10 000 meter
- Izumi Maki
  - Heat – 32:07,91
  - Final – 31:55,06 (→ 12:e plats)

- Miki Igarashi
  - Heat – 32:45,47
  - Final – 32:09,58 (→ 14:e plats)

- Hiromi Suzuki
  - Heat – 34:29,64 (→ gick inte vidare)

Damernas 10 kilometer gång
- Miki Itakura
  - Final – 47:11 (→ 23:e plats)

- Yuko Sato
  - Final – 47:43 (→ 24:e plats)

Damernas maraton
- Yuko Arimori – 2:32,49 (→  Silver)
- Sachiko Yamashita – 2:36,26 (→ 4:e plats)
- Yumi Kokamo – 2:58,18 (→ 29:e plats)

Damernas höjdhopp
- Megumi Sato
  - Kval – 1,92 m
  - Final – 1,91 m (→ 7:e plats)

## Fäktning
Herrarnas florett
- Yoshihide Nagano
- Hiroki Ichigatani
- Kinya Abe

Herrarnas värja
- Norikazu Tanabe

Herrarnas sabel
- Hiroshi Hashimoto

Damernas florett
- Yuko Takayanagi

## Modern femkamp
Herrarnas individuella tävling
- Hiroshi Miyagahara — 4859 poäng (→ 48:e plats)

## Segling
Damernas 470
- Yumiko Shige och Alicia Kinoshita
  - Slutlig placering — 53,7 poäng (→ 5:e plats)

## Simhopp
Herrarnas 3 m
- Isao Yamagishi
  - Kval — 344,40 poäng (→ gick inte vidare, 21:a plats)

- Keita Kaneto
  - Kval — 295,74 poäng (→ gick inte vidare, 31:a plats)

Herrarnas 10 m
- Keita Kaneto
  - Kval — 391,05 poäng
  - Final — 529,14 poäng (→ 8:e plats)

- Isao Yamagishi
  - Kval — 331,23 (→ gick inte vidare, 18:e plats)

Damernas 3 m
- Yuki Motobuchi
  - Kval — 301,23 poäng
  - Final — 443,76 poäng (→ 11:e plats)

Damernas 10 m
- Yuki Motobuchi
  - Kval — 239,01 poäng (→ gick inte vidare, 26:e plats)

## Tennis
Herrsingel
- Shuzo Matsuoka
  - Första omgången — Förlorade mot Renzo Furlan (Italien) 4-6, 3-6, 6-3, 4-6

Damdubbel
- Maya Kidowaki och Kimiko Date
  - Tredje omgången — Förlorade mot Jana Novotná och Andrea Strnadová  6–3, 7–6(4).